# Liste der Monuments historiques in Pierrepont (Meurthe-et-Moselle)
Die Liste der Monuments historiques in Pierrepont führt die Monuments historiques in der französischen Gemeinde Pierrepont auf.

## Liste der Objekte
| Bezeichnung                       | Beschreibung                                                             | Standort                                  | Kennzeichnung | Schutzstatus | Datum | Bild |
| --------------------------------- | ------------------------------------------------------------------------ | ----------------------------------------- | ------------- | ------------ | ----- | ---- |
| Kelch und Patene                  | Messing und Silber, vergoldet, um 1800                                   | in der Kirche St-Côme-et-St-Damien (Lage) | PM54001786    | Inscrit      | 1990  |      |
| Skulptur Notre-Dame de Luxembourg | bekleidete Madonna mit Kind; Eichenholz, farbig gefasst, 18. Jahrhundert | in der Kirche St-Côme-et-St-Damien (Lage) | PM54001787    | Inscrit      | 1990  |      |
| Ziborium                          | Silber und Gold, 18. Jahrhundert                                         | in der Kirche St-Côme-et-St-Damien (Lage) | PM54001785    | Inscrit      | 1990  |      |